# 사자 사냥
〈사자 사냥〉(영어: The Lion Hunt)은 페테르 파울 루벤스가 1621년에 그린 그림으로, 현재 뮌헨의 알테 피나코테크에 소장되어 있다. 이 그림은 두 마리의 사자를 사냥하는 말을 탄 사냥꾼과 도보로 이동하는 사냥꾼이 묘사되어 있다. 이 작품은 루벤스의 사냥을 주제로 한 창작 단계의 마무리를 의미한다.

## 관련 작품

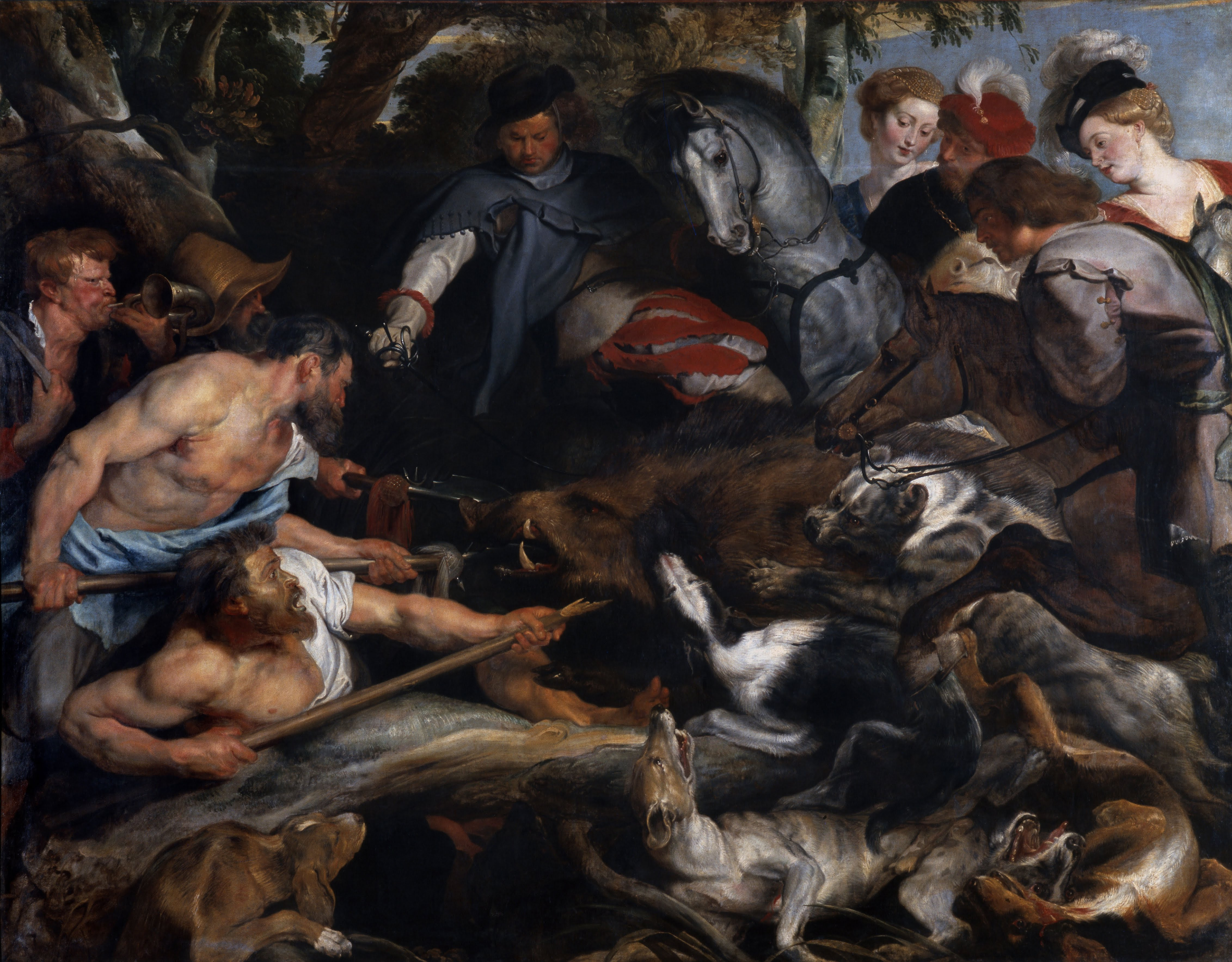
〈멧돼지 사냥〉, 1615년~1617년
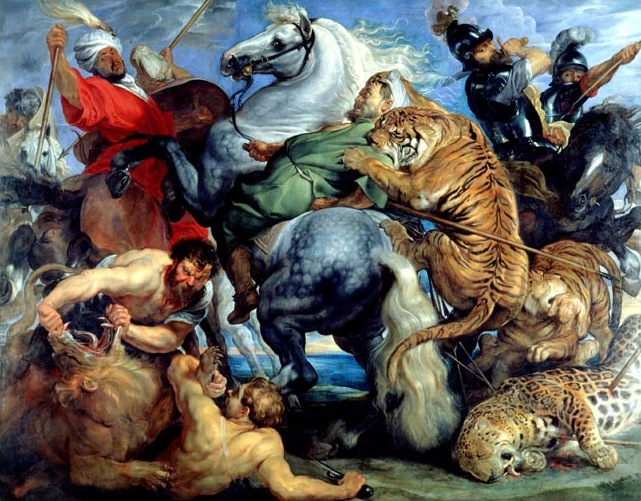
〈호랑이 사냥〉, 1615년~1616년
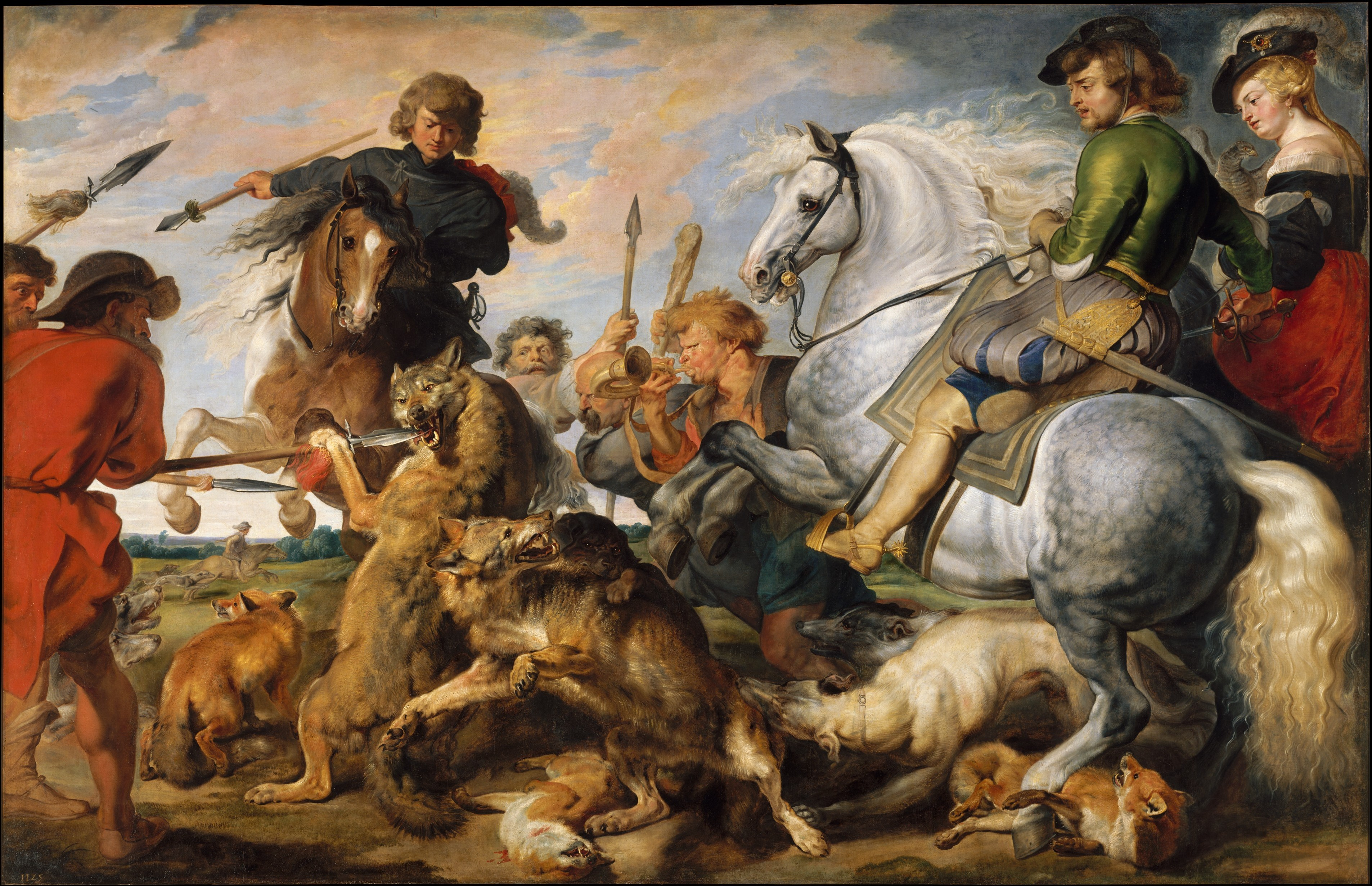
〈늑대와 여우 사냥〉, 1616년경
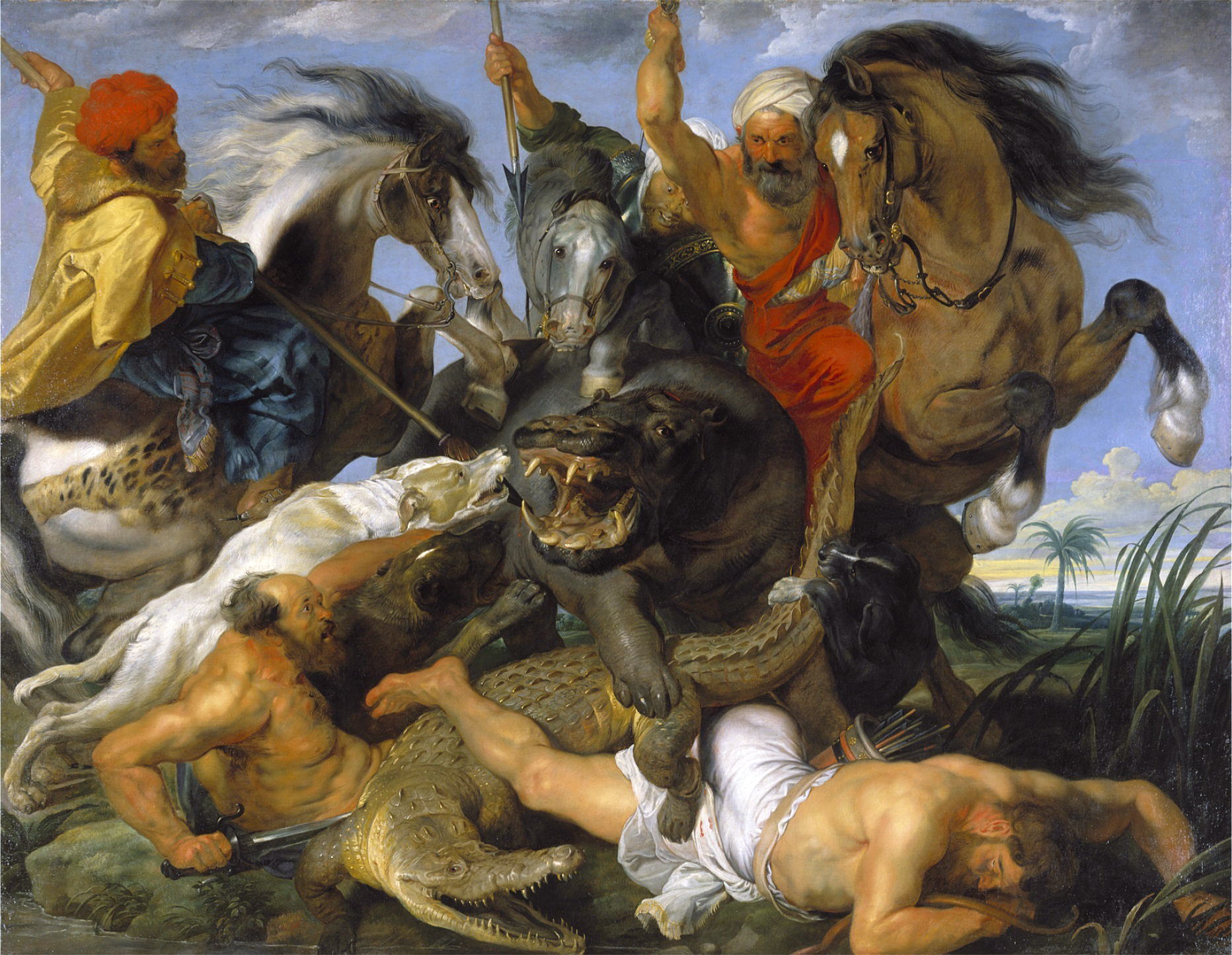
〈하마와 악어 사냥〉, 1615년~1616년